# Longjumeau
Longjumeau – miejscowość i gmina we Francji, w regionie Île-de-France, w departamencie Essonne.
Według danych na rok 1990 gminę zamieszkiwały 19 864 osoby, a gęstość zaludnienia wynosiła 4104 osób/km² (wśród 1287 gmin regionu Île-de-France Longjumeau plasuje się na 144. miejscu pod względem liczby ludności, natomiast pod względem powierzchni na miejscu 688.).